# 電子
電子（でんし、英: electron、記号: e−
 または β−
 ）は、電気素量に等しい大きさの負電荷を持つ亜原子粒子である。電子はレプトン粒子族の第一世代に属し、知られている限り構成要素や内部構造を持たないことから、一般に素粒子であると考えられている。電子の質量は陽子のおよそ1/1836である。電子の量子力学的な性質には、換算プランク定数 ħ の半整数倍の値の固有角運動量（スピン）を持つことがある。電子はフェルミ粒子であり、2つの電子が同じ量子状態を占めることはパウリの排他原理によって禁じられる。すべての素粒子と同様に、電子は粒子と波の両方の性質を示す。すなわち、電子は他の粒子と衝突することも、光のように回折することもできる。電子の波動性は、中性子や陽子などの他の粒子よりも実験的に観測しやすい。それは、電子は質量が小さいので、同じエネルギーにおけるド・ブロイ波長が長いためである。
電子は、電気、磁気、化学結合、熱伝導など数多くの物理現象において重要な役割を担い、また、重力、電磁気力、弱い相互作用にも関与している。電子は電荷を持っているため、その周囲には電場が生じる。電子が観測者に対して相対的に動いている場合、観測者にはその電子が磁場を発生させるのが観測される。別の発生源から生成する電磁場は、ローレンツ力の法則に従って電子の運動に影響を与える。電子が加速されると光子の形でエネルギーを放出または吸収する。
電磁場によって個々の電子や電子プラズマをトラップすることは実験室レベルの機器でも可能である。特殊な望遠鏡を使えば宇宙空間の電子プラズマを検出することができる。電子が関わる応用分野は多く、トライボロジー（特に摩擦帯電）、電気分解、電気化学、バッテリー技術、エレクトロニクス、溶接、陰極線管、光電気、太陽光発電パネル、電子顕微鏡、放射線治療、レーザー、ガスイオン化検出器、粒子加速器などがある。
電子と他の亜原子粒子との相互作用は、化学や原子核物理学などの学問分野において重要である。原子核内の正電荷をもつ陽子と、原子核外の負電荷をもつ電子との間で起こるクーロン相互作用により、双方が結びついて原子が構成される。イオン化が起きると、すなわち負の電子と正の原子核の割合が変わると、原子系の結合エネルギーが変化する。複数の原子間における電子の交換あるいは共有が、化学結合を形成する主要因となる。
1838年、イギリスの自然哲学者リチャード・レミングは、原子の化学的性質を説明するために、不可分の電荷量という概念を初めて提案した。アイルランドの物理学者ジョージ・ジョンストン・ストーニーは、1891年に、この電荷を「electron（エレクトロン）」と命名し、J. J. トムソンと彼が率いたイギリスの物理学者チームは1897年に、陰極線管の実験でこの電荷が粒子であることを同定した。
電子は、恒星内における元素合成のような核反応にも、ベータ粒子という形で関与している。電子は、放射性同位元素のベータ崩壊や、宇宙線が大気圏に突入したときのような高エネルギー衝突によって生成される。電子の反粒子は陽電子と呼ばれ、正符号の電荷を持つことを除いて、電子と同じ性質を持つ。電子が陽電子と衝突すると、両方の粒子が消滅してガンマ線光子が発生する。

## 歴史

### 電気力の効果の発見
古代ギリシャ人は、琥珀（こはく）が毛皮で擦られたときに、小さなものを引き寄せることに気づいた。この現象は、雷と並んで、人類が電気について記録した最も古い体験のひとつである。イギリスの科学者ウィリアム・ギルバートは、1600年の著作『De Magnete（磁石論）』の中で、擦った後に小さなものを引き付ける琥珀に似た性質を持つ物質を指すために、新ラテン語の「electrica（エレクトリカ）」という言葉を作った。英語の electric や electricity も、ラテン語の ēlectrum（同名の合金の語源でもある）に由来し、ギリシャ語で琥珀を意味する ἤλεκτρον （ēlektron）に由来する。

### 2種類の電荷の発見
1700年代初頭、フランスの化学者シャルル・フランソワ・デュ・フェは、帯電した金箔が絹で擦ったガラスに反発するならば、その金箔は羊毛で擦った琥珀に引き付けられることを発見した。デュ・フェは、この実験と類似の他の実験結果から、電気は2つの電気流体、すなわち絹で擦ったガラスのガラス電気（vitreous fluid）と羊毛で擦った琥珀の樹脂電気（resinous fluid）から構成されていると結論づけた。これらの2つの流体は、組み合わさると互いを中和することができる。その後、アメリカの科学者 Ebenezer Kinnersley も独自に同じ結論に達した:118。それから10年後、ベンジャミン・フランクリンは、電気は異なる種類の電気流体ではなく、過剰（+）または不足（−）を示す単一の電気流体であると提案した。フランクリンはこれら2つの電荷をそれぞれ、正（positive）と負（negative）と呼んだ。この命名法は現代まで続いている。フランクリンは電荷担体を正であると考えていたが、どの状況が電荷担体の過剰で、どの状況が不足であるかを正しく認識していなかった。
1838年から1851年にかけて、イギリスの自然哲学者リチャード・レミングは、原子は物質の核を単位電荷を持つ亜原子粒子が取り囲んで構成しているという考えを発展させた。1846年以降、ドイツの物理学者ヴィルヘルム・エドゥアルト・ヴェーバーは、電気は正と負に帯電した流体で構成され、その相互作用は逆二乗則に支配されているいう理論を打ち立てた。1874年に電気分解現象を研究したアイルランドの物理学者ジョージ・ジョンストン・ストーニーは、一価イオンの電荷という「単一の明確な電気量」の存在を示唆した。彼は、ファラデーの電気分解の法則によって、この素電荷 e の値を推定することができた。しかし、ストーニーは、これらの電荷は原子に永続的に結びついており、分離することはできないと信じていた。1881年、ドイツの物理学者ヘルマン・フォン・ヘルムホルツは、正の電荷も負の電荷もそれぞれ「電気の原子のようにふるまう」基本的な要素に分割されると主張した。
ストーニーは1881年に electrolion（エレクトロリオン）という言葉を作ったが、10年ほど後に素電荷の呼び名を electron（エレクトロン）に切り替えた。1894年には「[1874年の論文で] この最も注目すべき電気の基本単位の実際の量が推定され、それ以来、私はあえて electron という名前を提言することにした。」と述べている。1906年には素電荷の名を electrion に変更するという提案があったが、ヘンドリック・ローレンツが electron を支持したため失敗に終わった。この electron という用語は、electric（電気を帯びた）と ion（帯電状態の粒子）という単語の組み合わせである。今日、陽子（proton）や中性子（neutron）など他の亜原子粒子を表すのに使われている接尾辞 -on は、electron からさらに派生したものである。

### 物質外の自由電子の発見

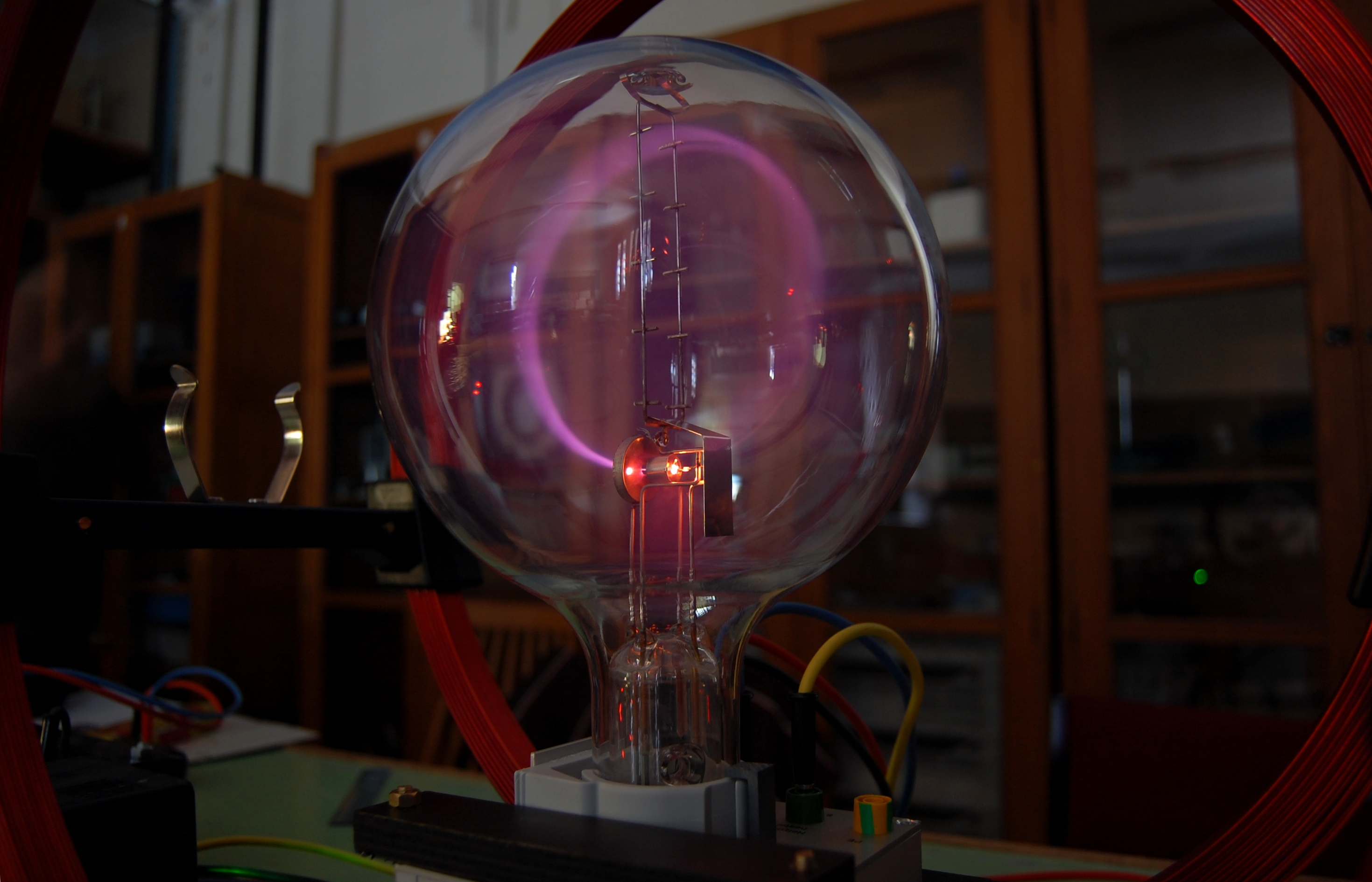
磁場によって円形に偏向された電子線

1859年、ドイツの物理学者ユリウス・プリュッカーは、希薄気体中の電気伝導率を研究していたとき、陰極から放出された放射線が陰極付近の管壁に燐光を発生させ、磁場の印加によって燐光の領域が移動することを観察した。1869年、プリュッカーの教え子、ヨハン・ヴィルヘルム・ヒットルフは、陰極と燐光の間に固体物を置くと、管の燐光領域に影を落とすことを発見した。ヒットルフは、陰極から直進性を持つ放射線が放出されており、燐光は管壁に当たった放射線によって引き起こされると推測した。1876年、ドイツの物理学者オイゲン・ゴルトシュタインは、放射線が陰極表面に対して垂直に放出されることを示し、それによってこの放射線を白熱光と区別した。ゴルトシュタインはこの放射線を陰極線と名付けた:393。J. J. トムソンによる最終的な電子の発見には、陰極線に関する数十年にわたる実験的および理論的研究が重要であった。
1870年代、イギリスの化学者で物理学者でもあるウィリアム・クルックスは、内部を高真空にした最初の陰極線管を開発した。1874年には陰極線が進路上に置かれた小さな羽根車を回転させることを示し、それによって陰極線には運動量があると結論づけた。さらに、磁場をかけることで陰極線を偏向させ、それが負に帯電しているかのようにふるまうことを実証した。クルックスは1879年に、陰極線が第4番目の物質状態にある負に帯電した気体分子から構成されると見なし、粒子の平均自由行程が衝突を無視できるほど非常に長いと考えることによって、これらの特性を説明できると提案した:394–395。
ドイツ生まれのイギリスの物理学者アーサー・シュスターは、クルックスの実験を発展させ、陰極線と平行に金属板を置き、板の間に電位を加えた。陰極線は電場によって正電荷を帯びた板に向かって偏向され、それが負電荷を帯びていることのさらなる証拠となった。1890年、シュスターは、与えられた電場と磁場に対する偏向量を測定することによって、陰極線に含まれる要素の電荷質量比を推定することができた。しかし、その値は予想よりも1000倍以上大きかったため、当時は彼の計算はほとんど信用されなかった。なぜなら、電荷担体ははるかに重い水素原子や窒素原子であると考えられていたからである。しかし、シュスターの推定はその後、ほぼ正しいことが判明する。
1892年、ヘンドリック・ローレンツは、これらの粒子（すなわち電子）の質量がその電荷に由来する可能性があることを示唆し、質量の起源に関するその後の理論的発展の基礎を築いた。

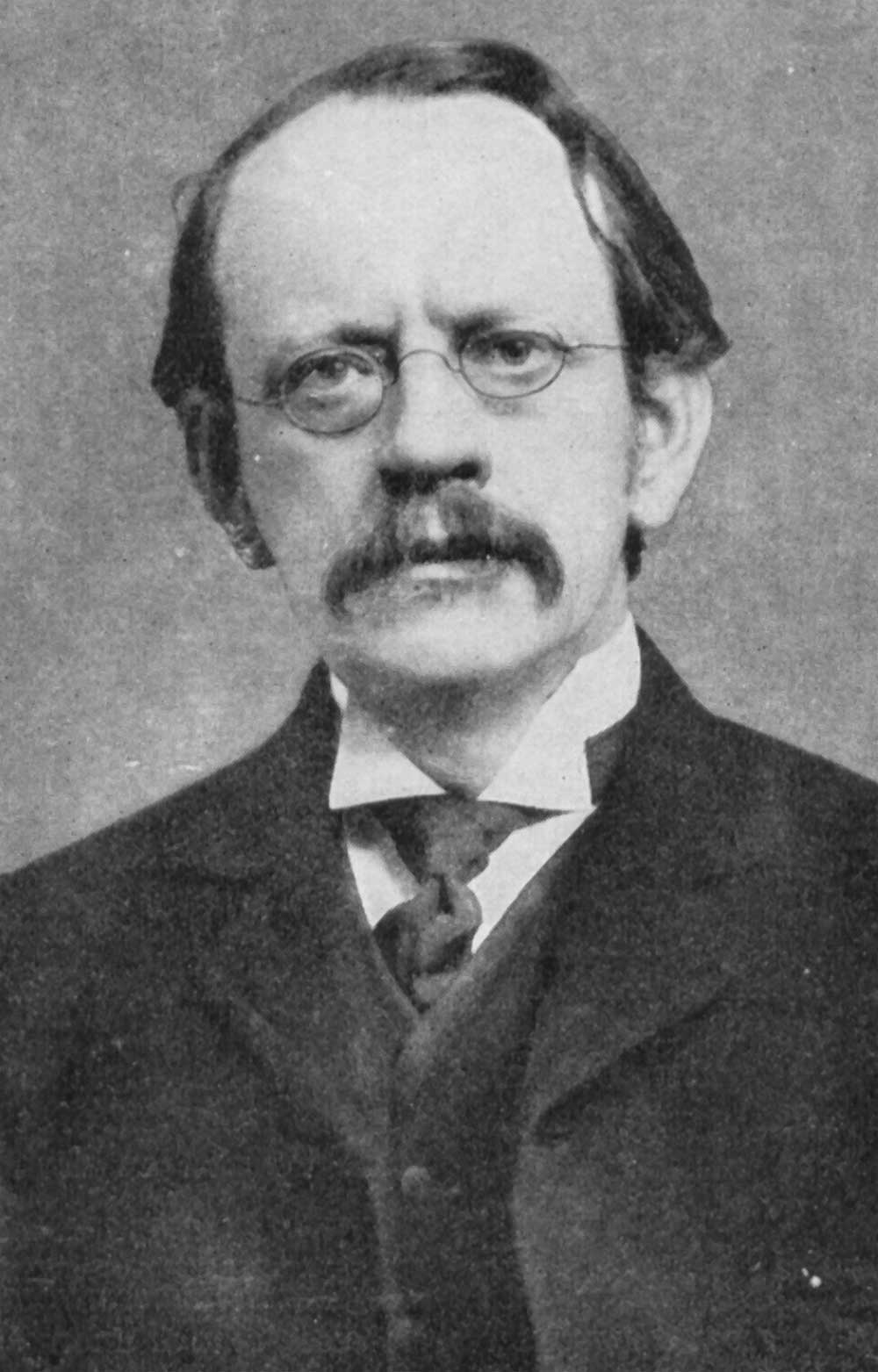
J. J. トムソン

1896年、フランスの物理学者アンリ・ベクレルは、天然の蛍光鉱物を研究していたとき、それが外部エネルギー源にさらされなくても放射線を発することを発見した。これらの放射性物質は科学者達にとって大きな関心の対象となり、その一人であるニュージーランドの物理学者アーネスト・ラザフォードはそれらが粒子を放出することを発見した。ラザフォードは物質を透過する能力に基づいて粒子を2種類に分け、それぞれアルファおよびベータと命名した。1900年、ベクレルは、ラジウムが放出するベータ線が電場によって偏向され、その質量電荷比は陰極線のそれと同じであることを示した。この証拠により、電子は原子の構成要素として存在するという見方が強まった。
1897年、イギリスの物理学者J. J. トムソンは、同僚のジョン・タウンゼントやハロルド・ウィルソンとともに、陰極線が実際には固有の粒子であり、以前信じられてきたような波動でも原子でも分子でもないことを示す実験を行った。トムソンは陰極線粒子（トムソン自身は「corpuscles（微粒子）」と呼んでいた）の電荷 e と質量 m の比 m/e を正確に推定し、既知のイオンで最小の m/e を持つ水素イオンのおよそ1/1000であることを発見した。またその比が陰極の材質に依存しないことを示した。さらに、放射性物質、加熱された物質、光を照射された物質から放出される負電荷を帯びた粒子が同じものであることを示した。科学界は、ジョージ・フィッツジェラルド、ジョゼフ・ラーモア、ヘンドリック・ローレンツらの主導によって、これを「電子（electron）」と命名した:273。同年、エミール・ヴィーヘルトとウォルター・カウフマンも e/m 比を計算したが、その結果を新たな粒子を示すものとして解釈することはしなかった。その後、J. J. トムソンは1899年に電子の電荷と質量をそれぞれ、e~6.8×10−10 esu、 m~3×10−26 gと推定した。

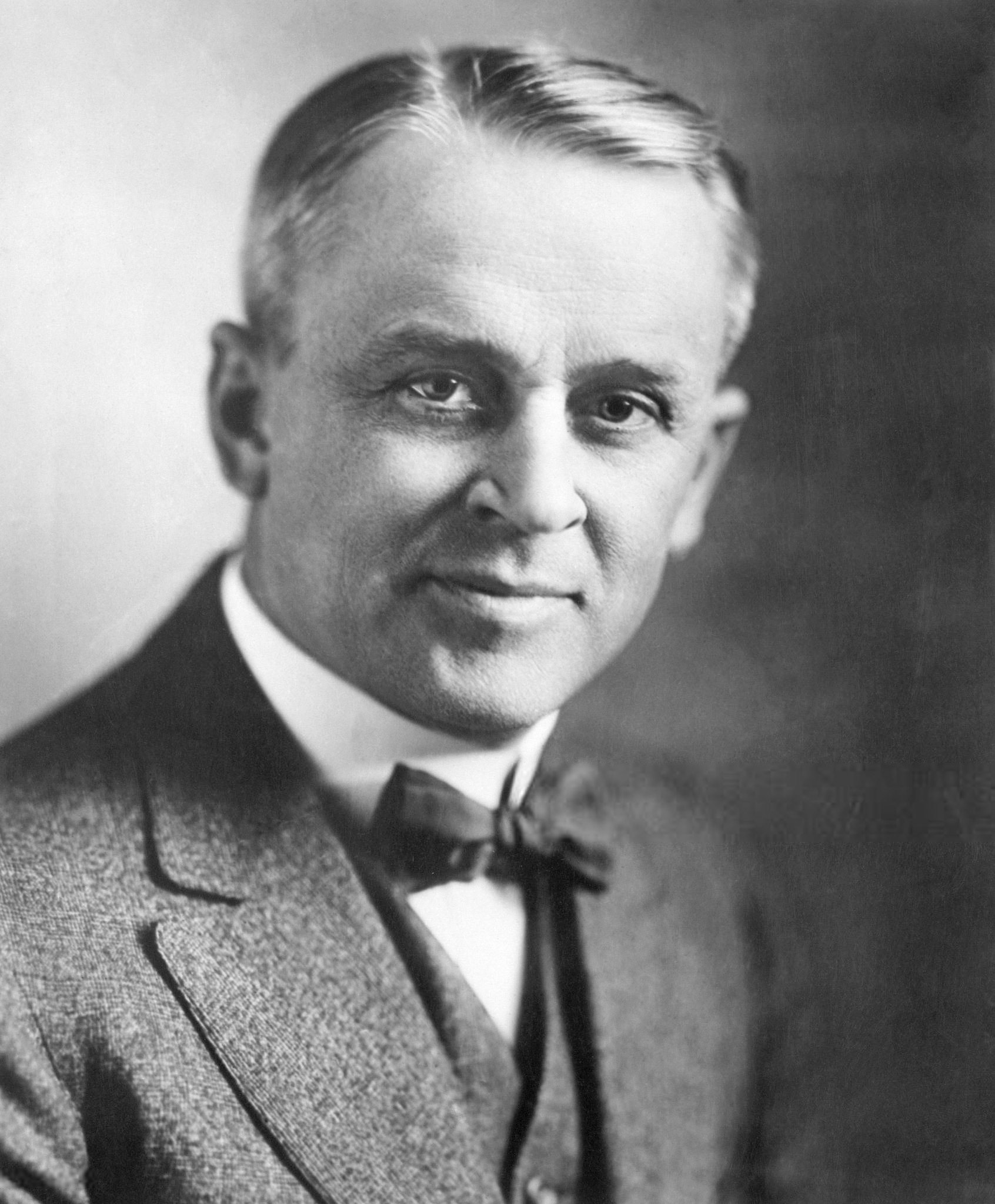
ロバート・ミリカン

電子の電荷は、アメリカの物理学者ロバート・ミリカンとハーヴェイ・フレッチャーが1909年に行った油滴実験でより精密に測定され、その結果は1911年に発表された。この実験では、帯電した油滴が重力によって落下するのを防ぐために電場が用いられた。この装置は、わずか1個-150個のイオンの電荷を、0.3%未満の誤差で測定することができた。同様の実験は、トムソンのチームが電気分解で生じた帯電した水滴の雲を用いて先行しており、1911年にはアブラム・ヨッフェが、帯電した金属微粒子を用いてミリカンと同じ結果を独自に得、1913年に結果を発表している。しかし、水滴よりも油滴の方が蒸発速度が遅いため安定性が高く、長時間におよぶ精密な実験に適していた。
20世紀の初頭、特定の条件下で高速の荷電粒子が、その進路に沿って過飽和水蒸気の凝縮を引き起こすことが発見された。1911年、チャールズ・ウィルソンはこの原理を利用して霧箱を考案し、高速の電子など荷電粒子の軌跡を撮影できるようにした。

### 原子論

数値 n で量子化されたエネルギーを持った電子の状態を示すボーアの原子モデル。より低い軌道に落ちた電子は、軌道間のエネルギー差に等しい光子を放出する。

1914年までに、物理学者アーネスト・ラザフォード、ヘンリー・モーズリー、ジェイムス・フランク、グスタフ・ヘルツらの実験によって、原子の構造は、正電荷を帯びた高密度の原子核を低質量の電子が取り囲んだ形であることがほぼ確立された。1913年、デンマークの物理学者ニールス・ボーアは、電子は量子化されたエネルギー状態で存在し、そのエネルギーは原子核の周囲を回る電子の軌道の角運動量によって決まると仮定した。電子は、特定の周波数の光子を放出または吸収することによって、その状態（軌道）の間を移動することができる。ボーアはこれらの量子化された軌道を使って水素原子のスペクトル線を正確に説明した。しかし、ボーアのモデルはスペクトル線の相対強度を説明することに失敗し、より複雑な原子のスペクトルを説明することもできなかった。
原子間の化学結合は、ギルバート・ニュートン・ルイスによって説明された。ルイスは1916年に、2つの原子間の共有結合は、その間で共有される1対の電子（電子対と呼ぶ）によって保持されると提案した。その後、1927年にヴァルター・ハイトラーとフリッツ・ロンドンは、量子力学の観点から電子対の形成と化学結合の完全な説明を行った。1919年、アメリカの化学者アーヴィング・ラングミュアは、ルイスの原子の静的モデルを詳しく調べ、すべての電子は連続する「同心球状の（ほぼ）球殻に分布し、その厚さはすべて等しい」ことを示唆した。次に、その殻をいくつかの区画に分割し、それぞれが1対の電子を含むとした。ラングミュアはこのモデルを使用して、周期律に従ってほぼ繰り返されることが知られていた周期表の、全ての元素の化学的性質を定性的に説明することができた。
1924年、オーストリアの物理学者ヴォルフガング・パウリは、一つの量子化されたエネルギー状態には電子が一つしか入れないと仮定するならば、すべてのエネルギー状態が4つの因子の組によって定義されているとすることで、原子の疑似的な殻構造が説明できることを発見した。同一の量子的なエネルギー状態を複数の電子が占めることを禁じるこの原則は、パウリの排他原理として知られるようになった。第4の因子（この因子は取りうる値が2通りしかなかった）を説明する物理的メカニズムは、オランダの物理学者サミュエル・ゴーズミットとジョージ・ウーレンベックによって与えられた。1925年、彼らは、電子はその軌道運動の角運動量に加え、固有の角運動量と磁気双極子モーメントを持っていることを示唆した。これは、地球が太陽の周りを公転しながら自転を行っているのに例えられる。この固有角運動量はスピンと呼ばれるようになり、それまで謎であった、高分解能分光器で観測されるスペクトル線の分裂を説明することができるようになった。この現象は微細構造分裂として知られている。

### 量子力学
フランスの物理学者、ルイ・ド・ブロイは、1924年の学位論文『Recherches sur la théorie des quanta（量子理論の研究）』の中で、すべての物質は光のようにド・ブロイ波として表現できるという仮説を立てた。つまり、適切な条件下では、電子やその他の物質は粒子か波のいずれかの性質を示すことになる。粒子が粒子であることを立証するには、任意の時点に粒子が軌道上の一点に局在していることを示せばいい。光の波動的性質は、たとえば光線を平行スリットに通過させて干渉パターンを作り出すことで示される。1927年、ジョージ・パジェット・トムソンとアレクサンダー・リードは、電子線に薄いセルロイド膜や金箔を透過させると干渉効果が生じることを発見し、また、アメリカの物理学者クリントン・デイヴィソンとレスター・ガーマーは、ニッケルの結晶からの電子の反射によって干渉効果が生じることを発見した。

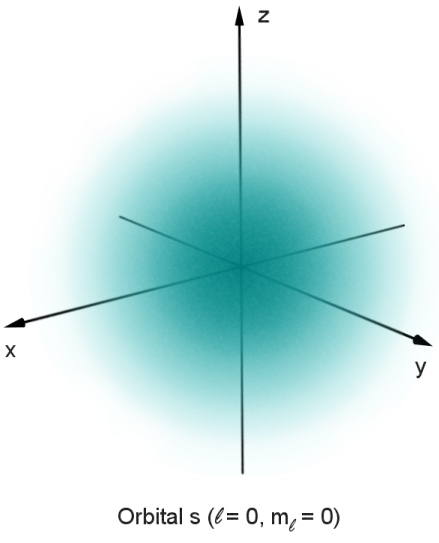
量子力学では、原子中の電子の挙動は原子軌道（古典的な運動軌道ではなく、むしろ確率分布を表すもの）によって記述される。図中の濃淡は、与えられた量子数に対応するエネルギーを持つ電子がその地点で「見つかる」相対確率を示している。

エルヴィン・シュレーディンガーは、ド・ブロイによる電子の波動性の予測をもとに、原子核の影響下で運動する電子の波動方程式を仮定した。1926年、この方程式、すなわちシュレーディンガー方程式は、電子波の伝播を記述することに成功した。この方程式の解は波動関数と呼ばれるが、各時刻における電子の位置を決定するものではなく、ある点の近傍で電子が見つかる確率を予測するために使うことができた。特に電子が空間的に束縛される場合には、その確率分布が時間的に一定となって有用だった。このアプローチが量子力学の定式化につながった（ただし、1925年にハイゼンベルクが先行して別の形式での定式化を行っていた）。シュレーディンガーやハイゼンベルクの方程式によって求められた水素原子中の電子のエネルギー状態は、1913年にボーアが水素スペクトルを再現するために提唱したものと対応していた。量子力学理論にスピンや複数の電子間の相互作用が取り入れられると、水素より原子番号が大きい原子の電子配置も予測できるようになった。
1928年、ポール・ディラックは、ヴォルフガング・パウリの研究を基に、電磁場の量子力学のハミルトニアン形式に相対論および対称性を取り入れることで、相対性理論と一致する電子のモデル、すなわちディラック方程式を作り出した。ディラックは1930年に、自身の相対論的方程式が持っていたいくつかの問題を解決するために、後にディラックの海と呼ばれる、真空を負のエネルギーを持つ粒子による無限の海とするモデルを開発した。ディラックはこれによって、電子の反物質である陽電子の存在を予言した。この粒子は1932年にカール・アンダーソンによって発見された。アンダーソンは、positron（ポジトロン、陽電子) にならって標準的な電子を negatron（ネガトロン）と呼び、正電荷を持つものと負電荷を持つものを総称して electron（電子）と呼ぶことを提案した。
1947年、ウィリス・ラムは大学院生のロバート・レザーフォードと共同で、同じエネルギーを持つはずの水素原子の特定の量子状態が相互にずれていることを発見した。このずれはラム・シフトと呼ばれるようになった。ほぼ同時期に、ポリカプ・クッシュとヘンリー・M・フォーリーは共同で、電子の磁気モーメントがディラックの理論で予測されるものよりわずかに大きいことを発見した。このわずかな差は、後に電子の異常磁気双極子モーメントと呼ばれるようになった。これはその後、1940年代後半に、朝永振一郎、ジュリアン・シュウィンガー、リチャード・ファインマンらが発展させた量子電磁力学理論によって説明された。

### 粒子加速器
20世紀前半に粒子加速器が開発されると、物理学者は亜原子粒子の性質を深く掘り下げるようになった。電子を加速する最初の試みは電磁誘導によるもので、1942年にドナルド・カーストによってなされた。彼の最初のベータトロンは2.3 MeVのエネルギーに達し、その後のベータトロンは300 MeVを達成した。1947年、ゼネラル・エレクトリックが保有する70 MeV級の電子シンクロトロンによってシンクロトロン放射が発見された。この放射は、光速に近い速度で運動する電子が、磁場を通過して加速されることによって引き起こされた。
1968年、最初の高エネルギー粒子衝突型加速器で1.5 GeVのビームエネルギーを持つADONEの運用が始まった。この装置は、電子と陽電子を反対方向に加速させることで、静止した標的に電子を衝突させる場合と比べ、衝突エネルギーを実質的に2倍にした。1989年から2000年まで運用されていたCERNの大型電子陽電子衝突型加速器（LEP）は209 GeVの衝突エネルギーを達成し、素粒子物理学の標準模型にとって重要な測定を行った。

### 個々の電子の閉じ込め
現在では、−269 °C（4 K）から約−258 °C（15 K）までの極低温で動作する超小型（20 nm × 20 nm）CMOSトランジスタに、個々の電子を容易に閉じ込められるようになった。閉じ込められた電子の波動関数は半導体格子中に広がっており、価電子帯電子との相互作用は無視できるほどなので、その質量を有効質量テンソルに置き換えることで、単一粒子形式で扱うことができる。

## 特徴

### 分類

素粒子の標準模型。左側に電子がある (記号e)。

素粒子物理学の標準模型において、電子は、基本粒子あるいは素粒子であると考えられているレプトンと呼ばれる亜原子粒子のグループに属する。電子は、荷電レプトンの中で最も質量が小さく（あらゆる種類の荷電粒子の中でも最軽量）、第1世代の基本粒子に属する。第2世代と第3世代の荷電レプトンにはミュー粒子とタウ粒子があり、それらは電荷、スピン、相互作用において電子と同じであるが、より大きな質量を持つ。レプトンは、強い相互作用を持たないという点で、物質のもう一つの基本構成要素であるクォークとは異なる。レプトン族のメンバーはすべて半奇数のスピンを持っているのでフェルミ粒子であり、電子はスピン 1/2 を持つ。

### 基本的性質
電子の不変質量は約9.109×10−31キログラム、または5.489×10−4原子質量単位である。質量とエネルギーの等価性により、これは 0.511 MeV (8.19×10−14 J) の静止エネルギーに相当する。
陽子と電子の質量の比は約1836である。天文学的な測定によれば、陽子と電子の質量比は、標準模型で予測されているように、少なくとも宇宙の年齢の半分の間、同じ値を保っていることが示されている。
電子は−1.602176634×10−19クーロンの電荷を持つ。これは亜原子粒子の電荷の標準単位としても使われ、素電荷（あるいは電気素量）とも呼ばれる。実験精度の範囲内では、電子の電荷は陽子の電荷と同じ大きさであるが、符号は逆である。電子は一般的に e−
  の記号で、陽電子は e+
  の記号で表される。
電子は ħ/2 の固有角運動量（スピン）を持つ。この性質はふつう電子を「スピン1/2」の粒子と呼ぶことで示される。そのような粒子はスピンの大きさが ħ/2 であり、任意の軸に射影したスピンの測定結果は±ħ/2のどちらかにしかならない。スピンに加えて、電子はそのスピン軸に沿って固有の磁気モーメントを持っている。その大きさは、9.27400915(23)×10−24 ジュール毎テスラの値を持つ物理定数であるボーア磁子にほぼ等しい。電子の運動量に対するスピンの向きは、素粒子が持つヘリシティと呼ばれる性質を定義する。
電子は知られている限り内部構造を持たない。それにもかかわらず、物性物理学では、一部の物質でスピンと電荷の分離が起こることが知られている。このような場合、電子はスピノン、オービトン、ホロンという3つの独立した準粒子に「分裂」する。それぞれスピン、軌道自由度、電荷を担う準粒子で、電子は理論的にはそれらの束縛状態と見なせる。
電子の半径は現代の理論物理学においても困難な問題である。電子の半径が有限であるという仮説を認めることは、相対性理論の前提と矛盾する。一方、点のような電子（ゼロ半径）を仮定すると電子の自己エネルギーが無限大に発散するため、深刻な数学的困難を引き起こす。ペニング・トラップ内での単一電子の観測によれば、粒子半径の上限が10−22メートルであると示唆される。半径上限が10−18メートルという見積もりもある。陽子の半径よりはるかに大きな2.8179×10−15 mという値を持つ「古典電子半径」と呼ばれる物理定数も存在するが、名前の通り量子力学の影響を無視した単純な計算に基づくもので、実際の電子の基本構造とはほとんど関係がない。
素粒子の中には自然崩壊してより質量の小さい粒子になるものがある。平均寿命2.2×10−6 秒のミュー粒子がその一例で、電子、ミューニュートリノ、反電子ニュートリノに崩壊する。一方、電子は理論的根拠に基づいて安定していると考えられている。電子は電荷がゼロでない最も質量の小さい粒子であるため、その崩壊は電荷保存則に反することになる。電子の平均寿命の実験的な下限は、90%信頼区間で6.6×1028 年である。

### 量子的性質
すべての粒子と同様に、電子も波としてふるまうことがある。これは粒子と波動の二重性と呼ばれ、二重スリット実験で証明することができる。
電子は波動的性質を持つため、古典的な粒子の場合のように1つのスリットだけを通過するのではなく、2つの平行なスリットを同時に通過することができる。量子力学では、1つの粒子の波動的性質は、一般的にギリシャ文字のプサイ（ψ）で表される複素数値関数の「波動関数」として数学的に記述することができる。この関数の絶対値を自乗すると、粒子がある場所の近くで観測される確率、すなわち確率密度が得られる:162–218。

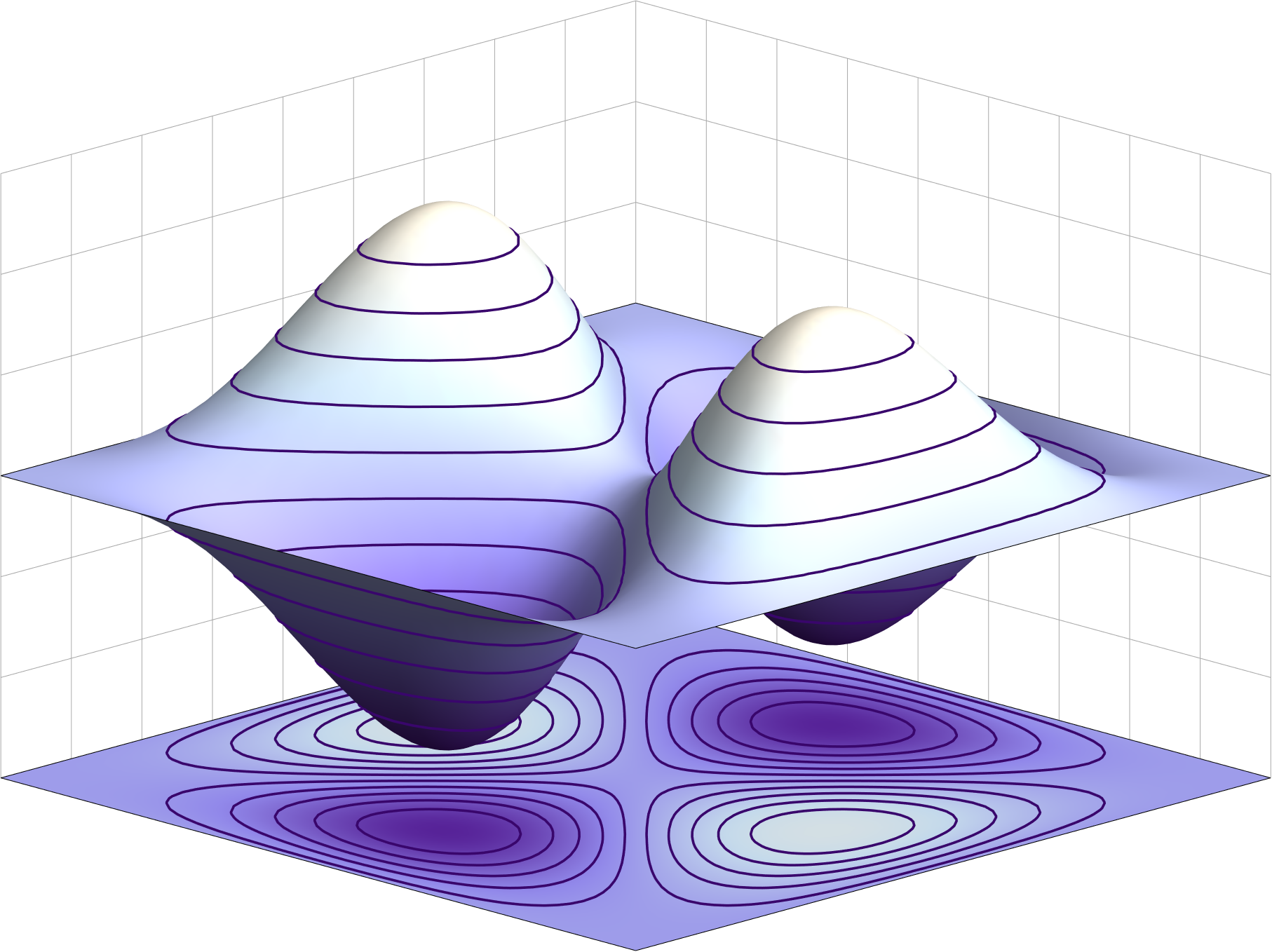
1次元の箱内の2個の同種フェルミ粒子の量子状態を表す反対称波動関数の例。2つの水平軸はそれぞれ1つの粒子の位置に対応する。粒子の位置が入れ替わると、波動関数の符号は反転するが、波動関数の絶対値の二乗（粒子位置がそれらの値を取る確率）は変わらない。

電子は同種粒子であり、固有の物理的性質によって互いに区別することはできない。量子力学において、このことは、相互作用する電子のペアが、系の状態に観測可能な変化を与えることなく、位置が置換可能であることを意味する。電子を含むフェルミ粒子の波動関数は反対称である。つまり2つの電子が入れ替わると符号が反転する。すなわち、ψ(r1, r2) = −ψ(r2, r1) であり、変数 r1 と r2 はそれぞれ1番目と2番目の電子に対応する。符号が反転しても絶対値は変わらないので、確率も不変である。光子などのボース粒子はそうではなく、対称な波動関数を持つ:162–218。
反対称の場合、相互作用する電子の波動方程式の解は、それぞれのペアが同じ場所や状態を占める確率はゼロになる。これが、2つの電子が同じ量子状態を占めることができないとするパウリの排他原理の原因である。この原理は電子の特性の多くを説明している。たとえば、原子に束縛された電子の集団が、すべて同じ軌道上で重なり合うのではなく、異なる軌道を占めるようになるという性質もその一つである:162–218。

### 仮想粒子
誤解を招きやすいが、ある側面を説明するのに役立つかもしれない単純化した描像においては、すべての光子は、ある時間にわたって仮想電子とその反粒子である仮想陽電子の組み合わせに変わり、その後すぐに対消滅して光子に戻る。これらの粒子を生成するのに必要なエネルギーの変化と、それらが存在する時間との組み合わせは、ハイゼンベルグの不確定性関係 ΔE · Δt ≥ ħ で表される検出可能性の閾値に収まる。事実上、これらの仮想粒子を生成するのに必要なエネルギー ΔE は、その積が換算プランク定数 ħ ≈ 6.6×10−16 eV·s を超えないように、期間 Δt の間、真空から「借りる」ことができる。この理由から、仮想電子の Δt はせいぜい 1.3×10−21 sである。

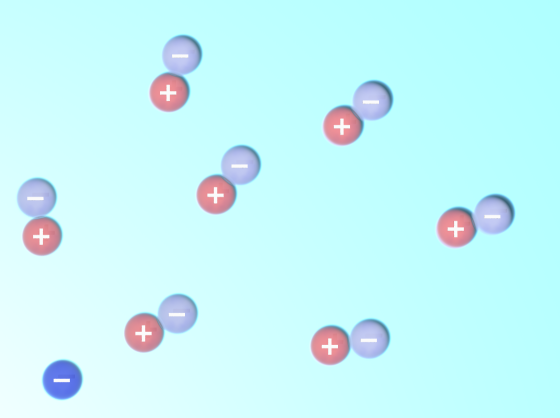
電子 (左下) の近くにランダムに現れる仮想電子・陽電子対を描いた模式図

仮想ではない電子の周囲では、仮想電子－陽電子対が生成するとすぐに、陽電子は元々の電子が作る電場からのクーロン力によって引き寄せられ、一方で生成された電子は反発する。これにより、いわゆる真空偏極が引き起こされ、真空は事実上誘電率が1以上の媒質のようにふるまう。そのため、電子の実効電荷は実際にはその真値よりも小さく、そしてその電荷は電子からの距離とともに減少する。この偏極は、1997年に日本の粒子加速器TRISTANを用いて実験的に確認された。仮想粒子は、電子の質量にも同様の遮蔽効果を引き起こす。
仮想粒子との相互作用はまた、電子の固有磁気モーメントのボーア磁子からのわずかな（約0.1%）ずれ（異常磁気モーメント）も説明する。この予測された差異と、実験的に決定された値との極めて正確な一致は、量子電磁力学の偉大な成果のひとつとみなされている。
点粒子である電子が固有の角運動量と磁気モーメントを持つという古典物理学における明白なパラドックスは、電子が生成する電場の中での仮想光子の形成によって説明することができる。この光子は電子をジグザグ運動（ツィッターベヴェーグンクと呼ぶ）させ、その結果、歳差運動を伴う正味の円運動が起きると見なせる。この運動が、電子のスピンと磁気モーメントの両方を生成する。原子の場合は、この仮想光子の生成がスペクトル線で観測されるラム・シフトを説明する。コンプトン波長は、電子のような素粒子の近傍では、エネルギーの不確定性によって電子の近傍に仮想粒子が生成されることを示している。この波長は、素粒子の周囲の近傍に仮想粒子が「静的」に存在することを説明する。

### 相互作用
電子は電場を発生させ、それによって陽子のような正電荷を持つ粒子には引力を、また負電荷を持つ粒子には斥力（反発力）を及ぼす。非相対論的近似におけるこの力の強さは、クーロンの逆自乗則によって決定される(pp58–61)。電子が運動すると磁場が発生する(p140)。アンペール・マクスウェルの法則は、その磁場と、観測者を基準とする電子の質量運動、すなわち電流とを関係づける。運動する任意の荷電粒子の電磁場は、リエナール – ヴィーヘルト・ポテンシャルで表される。これは粒子の速度が光の速度に近い場合（相対論的な状況）でも有効である(pp429–434)。

電荷 q を持つ粒子 (左) は、図の手前向きの磁場 B の中を速度 v で移動している。電子の場合、q は負なので、上に向かって曲がった軌跡を描く。

電子が磁場中を移動するとき、磁場と電子の速度によって定義される平面に対して垂直に作用するローレンツ力の影響を受ける。これは向心力としてはたらき、電子はジャイロ半径と呼ばれる半径を持つらせん状の軌道を描く。軌道をカーブさせるような加速度を受けると、電子はシンクロトロン放射という形でエネルギーを放射する(p160)。電子のこのエネルギー放出からアブラハム-ローレンツ-ディラック力と呼ばれる反力が発生し、一種の摩擦を作り出して電子を減速させる。この力は、電子が作る電場から電子自身へのバックリアクションによって引き起こされる。

原子核の電場によって電子 e が偏向されると制動放射が発生する。放出される光子の周波数 f はエネルギー変化 E_{2} − E_{1} によって決まる。

量子電磁力学においては、光子が粒子間の電磁相互作用を媒介する。孤立した等速の電子が、仮想粒子ではない光子を放出したり吸収したりすることはできない。そうすることは、エネルギーと運動量の保存則に反するからである。それに対して仮想光子は2つの荷電粒子間で運動量を移動させることができる。クーロン力もこの仮想光子の交換から発生する。運動する電子が陽子などの荷電粒子によって偏向される場合にはエネルギー放出が可能である。電子が減速すると制動放射が起きる。
光子（光）と自由電子の非弾性衝突をコンプトン散乱という。この衝突により、粒子間で運動量とエネルギーが移動し、それによってコンプトンシフトと呼ばれる量だけ光子の波長が変化する。この波長シフトの最大値は h/mec であり、コンプトン波長と呼ばれている。電子ではその値は2.43×10−12 mである。光の波長が長い場合（たとえば可視光の波長は0.4–0.7 μm）、波長シフトは無視できる。このような散乱はトムソン散乱と呼ばれる。
電子と陽子のような2つの荷電粒子間の電磁相互作用の相対的な強さは、微細構造定数によって与えられる。この値は、1コンプトン波長分の距離における引力（または斥力）の静電エネルギーと、電荷の静止エネルギーの2つのエネルギーの比として表される無次元量である。その値は α ≈ 7.297353×10−3 で与えられ、1/137にほぼ等しい。
電子と陽電子が衝突すると互いに消滅し、2個あるいはそれ以上のガンマ線光子を発生させる。電子と陽電子の運動量が無視できる場合には、いったんポジトロニウム原子を形成した後に消滅して合計1.022 MeVのガンマ線光子2個ないし3個を放出することがある。一方、高エネルギー光子は、対生成と呼ばれる過程を経て電子と陽電子に変換されるが、原子核のような荷電粒子が近くに存在する場合に限られる。
電弱相互作用の理論では、電子の波動関数の左巻き成分は、電子ニュートリノと弱アイソスピン二重項を形成する。これは、弱い相互作用の間、電子ニュートリノは電子のようにふるまうことを意味する。この二重項のいずれかのメンバーは、Wボソンを放出または吸収することによって荷電カレント相互作用を受け、もう一方のメンバーに変換される。Wボソンも電荷を持ち、変換による電荷量の変化を打ち消すので、この反応では電荷は保存される。荷電カレント相互作用は、放射性原子におけるベータ崩壊現象の原因である。電子と電子ニュートリノはどちらも、Z0
 ボソンの交換を介して中性カレント相互作用を受けることがあり、これがニュートリノ–電子弾性散乱の原因となる。

### 原子と分子

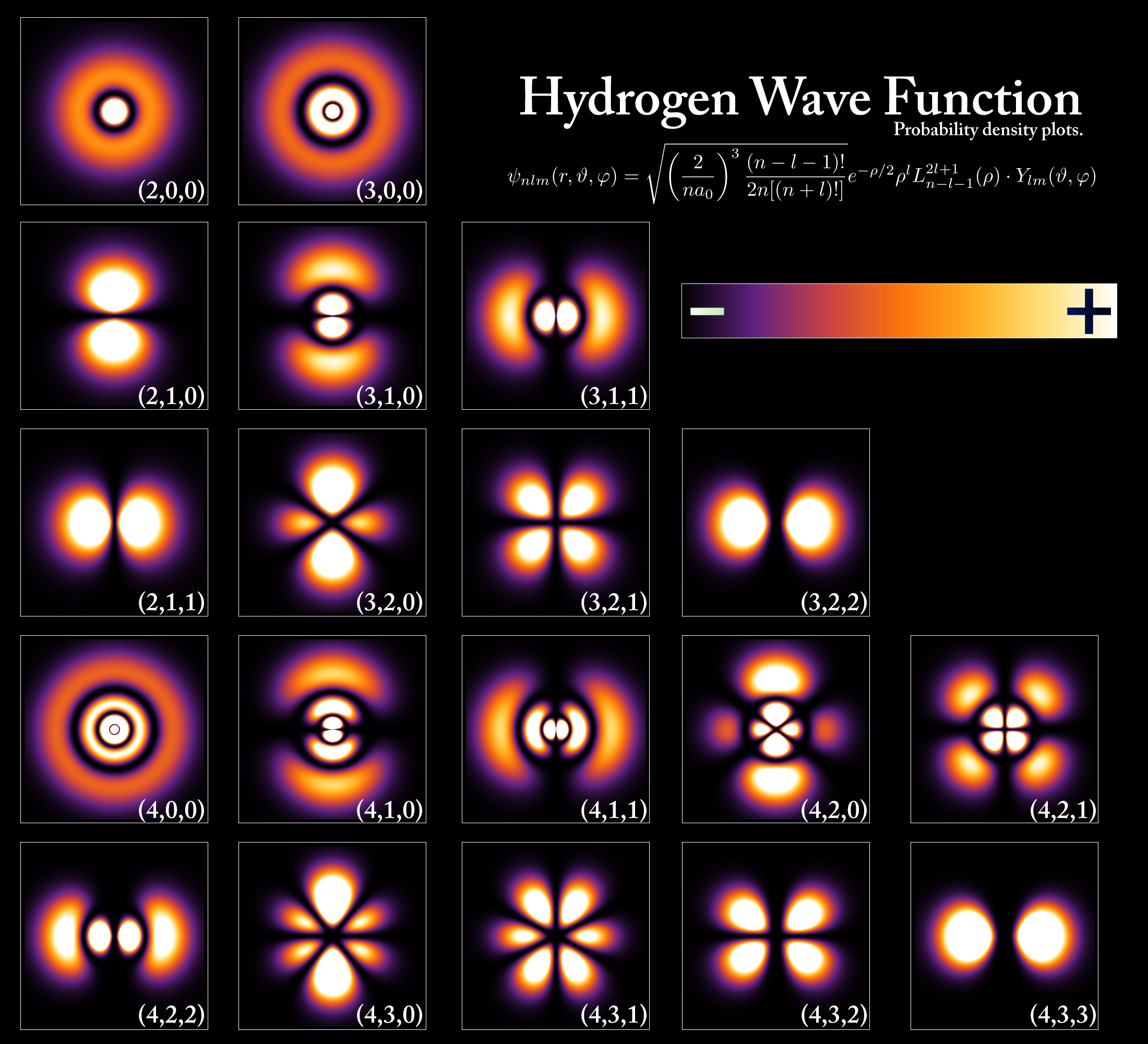
最初のいくつかの水素原子軌道の確率密度を断面図で示す。束縛電子のエネルギー準位によってどの軌道を占めるかが決まる。図の色はその位置で電子が見つかる確率を表す。

電子はクーロン引力によって原子核に束縛される。1つまたは複数の電子が原子核に束縛された系を原子と呼ぶ。電子の数が原子核の電荷と異なる場合、その原子はイオンと呼ばれる。束縛電子の波動的な挙動は、原子軌道と呼ばれる関数によって記述される。それぞれの軌道はエネルギー、角運動量、角運動量の射影成分などに対応する量子数の組で区別される。原子核の周りに存在するのは、量子数が一定のルールに従う整数の組であるような軌道のみである。パウリの排他原理によると、一つの軌道を占めることができる電子は2個までで、それらのスピン量子数は異なっていなければならない。
電子は、エネルギー準位の差と等しいエネルギーを持つ光子の放出または吸収によって、異なる軌道間を移動することができる:159–160。原子とほかの電子との衝突やオージェ効果などでも軌道間の移動が起きる。電子が原子から脱出するためには、エネルギーが原子との結合エネルギーより高くなる必要がある。十分なエネルギーを持つ入射光子が電子に吸収されたときに起きる光電効果などがそれに当たる:127–132。
電子の軌道角運動量は量子化されている。電子は電荷を持つため、角運動量に比例した軌道磁気モーメントを生じる。原子の正味の磁気モーメントは、すべての電子と原子核が持つ軌道磁気モーメントとスピン磁気モーメントのベクトル和に等しい。ただし原子核の磁気モーメントは電子に比べて無視できる。同じ軌道を占める電子（いわゆる電子対）のスピン磁気モーメントは打ち消し合う。
原子間の化学結合は電磁相互作用に由来し、量子力学の法則で説明される。最も強い結合は原子間の電子の共有または移動によるもので、分子はそれらの結合から生まれる。分子内では、電子はそれぞれの原子核の影響を受けて運動し、孤立した原子で原子軌道を占めるのと同様に、分子軌道を占有する。これらの分子構造における根底要因は、電子対の存在である。電子対は互いに逆方法のスピンを持つ電子であり、（原子と同様に）パウリ排他原理に反することなく同じ分子軌道を占めることができる。それぞれの分子軌道は異なった電子密度の空間分布を持っている。たとえば、結合対（原子を実際に結合させている電子対）が占めている電子軌道では、原子核の間にある比較的小さな領域で電子の密度が高くなっている。対照的に非結合対では、電子は原子核を取り囲む大きな領域に密度が分布している。

### 電気伝導

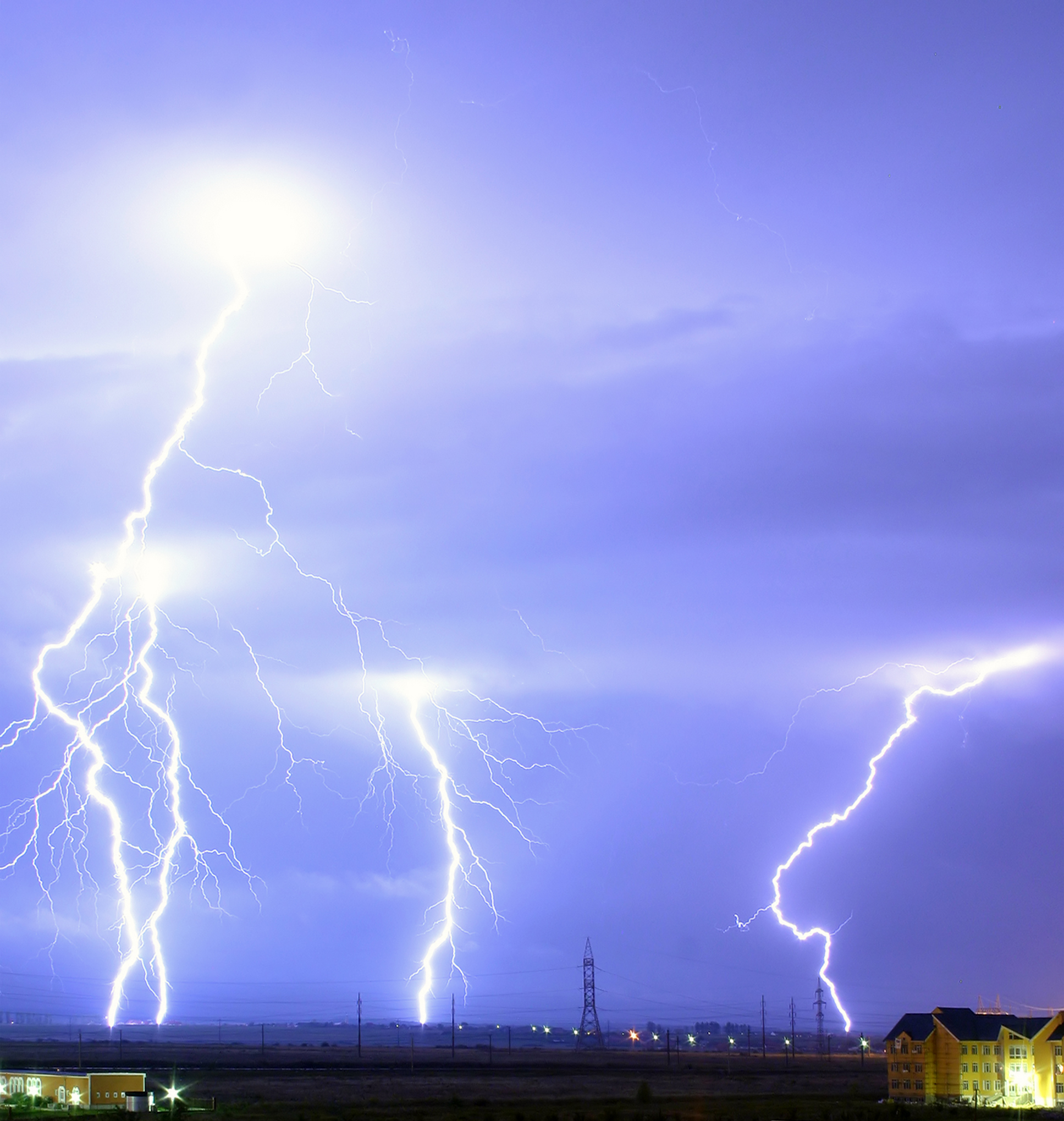
雷放電は主に電子の流れで形成され、放電に必要な電位は摩擦帯電効果によって発生することができる。

もしある物体の電子数が、原子核の正電荷と釣り合うために必要な電子数よりも多いか少ない場合、その物体は正味の電荷を持っている。もし電子が過剰な場合、その物体は負に帯電しているという。一方、電子数が原子核の陽子数より少ない場合、その物体は正に帯電しているという。電子数と陽子数が等しい場合、それらの電荷は互いに打ち消し合い、その物体は電気的に中性であるという。巨視的な物体は、摩擦帯電効果により、摩擦によって電荷を発生することがある。
真空中を移動する独立した電子は自由電子と呼ばれる。金属中の電子もまた、自由であるかのようにふるまう。実際には、金属やその他の固体内で一般に電子と呼ばれている粒子は準電子（準粒子の一種）であって、真の電子と同じ電荷、スピン、磁気モーメントを持つが、質量が異なる可能性がある。真空中でも金属中でも、自由電子が移動すると、電流と呼ばれる電荷の正味の流れが生じ、磁場が発生する。反対に、磁場の変化は電流を発生させることができる。これらの相互作用は、マクスウェル方程式によって数学的に記述される。
物質はそれぞれ、ある温度において電位が印加されたときの電流値を決定する電気伝導率 (en:英語版) という特性を持つ。良導体の例としては銅や金などの金属があげられ、ガラスやテフロンは不良導体である。誘電体物質の場合、電子はそれぞれの原子に束縛されたままであり、その物質は絶縁体としてふるまう。ほとんどの半導体の伝導率は導電性と絶縁性の両極端の中間に位置し、その大きさは制御可能である。一方、金属では、その電子バンド構造には部分的に充填されたバンドが含まれる。金属中の電子が自由電子（非局在電子）であるかのようにふるまうことができるのはそのようなバンドがあるためである。金属中の電子は特定の原子と結びついていないので、電場が印加されると気体分子（フェルミ気体という）のように自由に移動することができる。
導体中の電子は原子と衝突しながらおよそ秒速数ミリメートルのドリフト速度で進む。しかし、物質内のある点における電流を変化させたときほかの点にその変化が伝わるまでの速度、すなわち伝搬速度は光速の約75%に達するのが一般的である。その理由は、電気信号が波として伝播し、その速度は物質の誘電率に依存することによる。
金属は比較的優れた熱伝導体である。その主な理由は、非局在電子が原子間で熱エネルギーを自由に伝達できることにある。ただし、金属の電気抵抗率が結晶格子の熱的乱れによって増加するのに対し、熱伝導率は温度にほとんど依存しない。このことは、熱伝導率と電気伝導率の比が温度に比例するというウィーデマン・フランツの法則によって数学的に表される。
物質は、臨界温度と呼ばれる温度以下に冷却されると、相転移を起こして電流に対する抵抗を完全に失うことがある。この過程は超伝導と呼ばれる。BCS理論によると、超伝導体の中では、クーパー対と呼ばれる電子対の運動がフォノンと呼ばれる格子振動を介して近くの物質と結合することで、電気抵抗を生じる原因となる原子との衝突が回避されている。クーパー対の半径はおよそ100 nmなので、互いに重なり合うことができる。しかしながら、高温超伝導（参考: 非従来型超電導体）がどのような仕組みで起こるのかは、依然として不明である。
導電性固体内の電子はそれ自体が準粒子であるが、絶対零度に近い温度で密に閉じ込められると、あたかもスピノン、オービトン、ホロンという3つの準粒子に分裂したかのようにふるまう。スピノンはスピンと磁気モーメントを、オービトンは軌道自由度を、ホロンは電荷をそれぞれ担う。

### 運動とエネルギー
アインシュタインの特殊相対性理論によると、電子の速度が光の速さに近づくにつれて、観測者から見た電子の相対論的質量は増加し、それによって観測者の座標系において電子を加速することはますます困難になる。電子の速度は真空中の光速 c に近づくことはできるが、到達することはない。しかし、相対論的な電子、つまり c に近い速度で運動する電子が、水のように局所的な光速が c より大幅に小さい誘電体媒質に注入されると、電子は一時的にその媒体における光速よりも速く運動する。その電子が媒質と相互作用すると、チェレンコフ放射と呼ばれる微弱な光を発生させる。

速度の関数としてのローレンツ係数。その値は1から始まり、v が c に近づくにつれて無限大になる。

特殊相対性理論の効果はローレンツ因子として知られる量に基づいている。ローレンツ因子は v を粒子の速度として {\displaystyle \scriptstyle \gamma =1/{\sqrt {1-{v^{2}}/{c^{2}}}}} で定義される。速度 v で移動する電子の運動エネルギー Ke は
{\displaystyle \displaystyle K_{\mathrm {e} }=(\gamma -1)m_{\mathrm {e} }c^{2}}
と表される。me は電子の質量である。たとえば、スタンフォード線形加速器は電子を約51 GeVまで加速することができる。電子は波としてふるまうので、速度に対応して特徴的なド・ブロイ波長を持つ。ド・ブロイ波長は h をプランク定数、p を運動量として λe = h/p で与えられる。前述した 51 GeVの電子の場合、その波長は約2.4×10−17 mで、原子核の大きさよりもはるかに小さな構造を探索するのに十分に短い。

## 形成

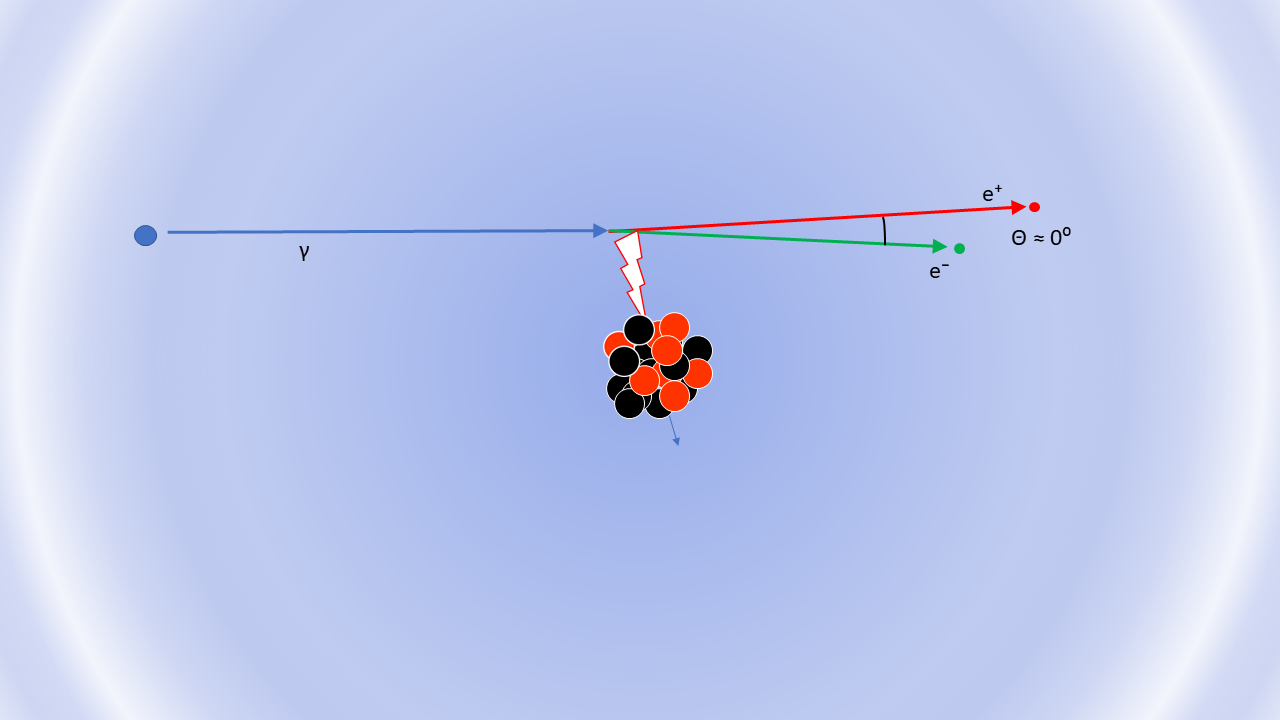
光子が原子核に接近することによって起こる電子と陽電子の対生成の模式図。稲妻の記号は仮想光子の交換を表し、それにより電気力が作用する。粒子間の角度は非常に小さい。

ビッグバン理論は宇宙の進化の初期段階を説明する科学理論として最も広く受け入れられている。ビッグバンの最初の1ミリ秒では、温度は100億ケルビンを超え、光子の平均エネルギーは100万電子ボルトを超えていた。これらの光子は、互いに反応して電子と陽電子の対を形成するのに十分なエネルギーを持っていた。同様に、陽電子－電子対は互いに対消滅し、高エネルギー光子を放出した。
γ + γ ↔ e+
  + e−
 
宇宙の進化のこの段階においては、電子、陽電子、光子の間の平衡が保たれていた。しかし、15秒が経過すると、宇宙の温度は電子－陽電子対生成が起こりうる閾値を下回った。生き残った電子－陽電子のほとんどは互いに消滅し、ガンマ線を放出して宇宙を一時的に再加熱した。
理由は不明であるが、この消滅の過程で粒子が反粒子よりも過剰になった。そのため、およそ10億対の電子－陽電子当たり1個の電子が生き残った。バリオン非対称性として知られる条件により、電子の過剰分は反陽子に対する陽子の過剰分と等しく、その結果として宇宙の正味の電荷はゼロとなった。生き残った陽子と中性子は、元素合成と呼ばれる過程で互いに反応し始め、水素とヘリウムの同位体、そして微量のリチウムを形成した。この過程は約5分後にピークに達した。反応しなかった中性子はすべて、半減期が約1,000秒の負のベータ崩壊を起こし、
n → p + e−
  + ν 
e
という過程で陽子と電子を放出した。その後、約30万-40万年の間、過剰な電子は原子核と結合するにはエネルギーが高すぎるままであった。その後に「再結合期」と呼ばれる時代が訪れ、中性原子（陽子と同数の電子が結合した原子）が形成されて、膨張する宇宙を光子が直進できるようになった。
ビッグバンからおよそ100万年後、第一世代の恒星が形成され始めた。恒星内では、恒星内元素合成によって、原子核の核融合から陽電子が作り出される。反物質粒子である陽電子は直ちに電子と対消滅し、ガンマ線を放出する。その結果電子は減少を続け、それと同数だけ中性子は増加した。その一方で、恒星の進化の過程で放射性同位元素が合成されることがあり、その一部はベータ崩壊を起こして電子と反ニュートリノを放出する。一例として、コバルト60（60Co）同位体があり、崩壊してニッケル60（60Ni）を生成する。

地球大気に衝突した高エネルギー宇宙線によって生成した広域空気シャワー

約20太陽質量を超える恒星は、寿命が尽きると重力崩壊を起こしてブラックホールを形成することがある。古典物理学によれば、このような巨大な天体は強い引力を及ぼすため、シュワルツシルト半径の内側にあるものはたとえ電磁放射線であろうとも逃れられない。ただし、量子力学的効果により、ブラックホールからホーキング放射が放出される可能性があると考えられている。これらの恒星の残骸の事象の地平面で電子（および陽電子）が生成されると考えられている。
事象の地平面近傍で一対の仮想粒子（電子と陽電子など）が作られるとき、無作為な空間的位置関係によって、それらの一つが地平面の外に出現する可能性がある。このプロセスは量子トンネルと呼ばれる。ブラックホールの重力ポテンシャルは、この仮想粒子を現実の粒子に変換するエネルギーを供給し、宇宙空間に放射することを可能とする。その代わりに、対のもう片方には負のエネルギーが与えられ、その結果、ブラックホールから質量エネルギーが正味で失われる。ホーキング放射の強度は質量が小さくなるにつれて増加し、最終的にはブラックホールが蒸発していき、ついには爆発する。
宇宙線は、高エネルギーで宇宙空間を移動する粒子である。3.0×1020 eVもの高エネルギー事象が記録されている。これらの粒子が地球大気の分子の核子と衝突すると、パイ中間子を含む粒子のシャワーが発生する。地球の表面から観測される宇宙放射線の半分以上はミュー粒子である。ミュー粒子は、パイ中間子の崩壊によって高層大気で生成されるレプトンである。
π−
  → μ−
  + ν 
μ
ミュー粒子はさらに崩壊して電子または陽電子を形成することがある。
μ−
  → e−
  + ν 
e + ν 
μ

## 観測

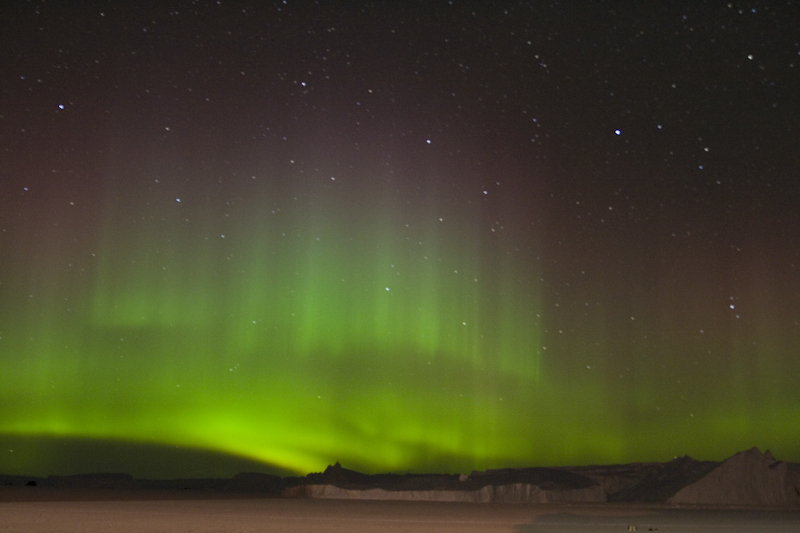
オーロラは主に、大気中に放出された高エネルギー電子によって起こる。

電子の遠隔観測を行うには、その放射エネルギーを検出する必要がある。たとえば、恒星コロナのような高エネルギー環境では、自由電子がプラズマを形成し、制動放射によってエネルギーを放射する。電子ガスは、プラズマ振動（電子密度の同期変動によって引き起こされる波）を起こす場合があり、このとき生成するエネルギー放射は電波望遠鏡で検出できる。
光子の周波数はそのエネルギーに比例する。原子に束縛された電子が異なるエネルギー準位間を遷移するとき、特徴的な周波数の光子の吸収または放出を伴う。たとえば、原子に広いスペクトルの光を照射すると、透過した光のスペクトル中には明瞭な暗線が現れ、その位置が準位間遷移によって吸収される周波数に対応する。元素や分子はいずれも特徴的なスペクトル線の組を持つ。水素のスペクトル系列は一例である。スペクトル線が検出されれば、その強さと幅を分光学的に測定することで、物質の組成と物理的性質を決定することができる。
実験室の条件下では、エネルギー、スピン、電荷などの特定の特性を測定できる粒子検出器を用いて、個々の電子の相互作用を観察することができる。パウル・トラップとペニング・トラップが開発されると、荷電粒子を小さな領域内に長時間閉じ込めることが可能になり、粒子の性質を精密に測定できるようになった。ペニング・トラップを使用して単一の電子を10ヶ月にわたって捕捉し続けた例がある。電子の磁気モーメントは11桁の精度で測定されており、これは1980年当時、他のどの物理定数よりも高い精度であった。
2008年2月、スウェーデンのルンド大学のチームが、電子のエネルギー分布を初めて動画として記録した。この研究ではアト秒パルスと呼ばれる極めて短い閃光によって電子の運動が初めて観測された。（参考: アト秒物理学）
固体物質中の電子状態は角度分解光電子分光法（ARPES）によって可視化することができる。ARPESは光電効果を利用して電子の運動量とエネルギーの分布を測定する技術である。

## 応用

### 粒子線

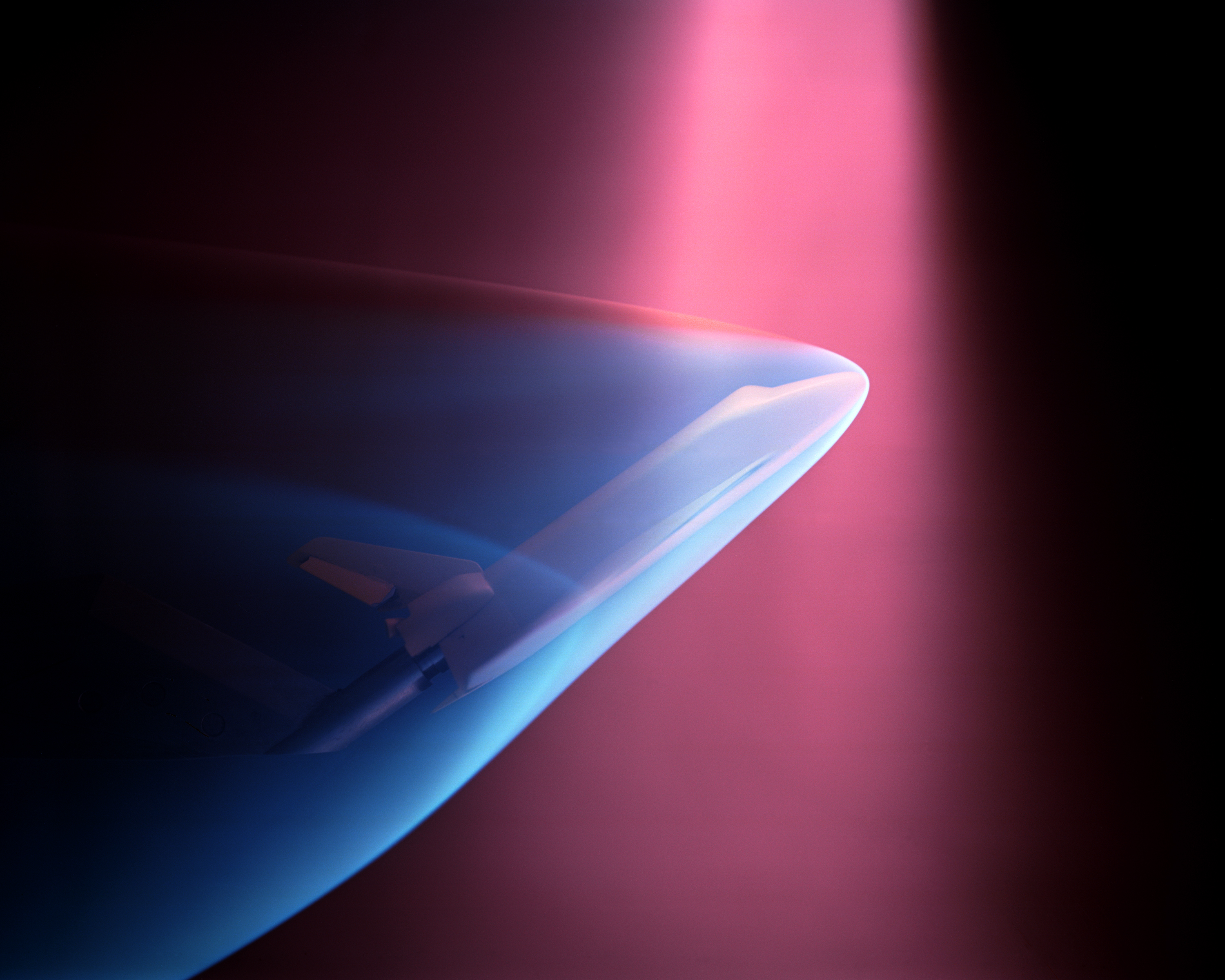
NASAの風洞実験では、スペースシャトルの模型に電子線を照射し、大気圏再突入時の電離気体の影響を模擬実験している。

電子線は溶接に使われる。この手法は、0.1–1.3 mmの狭い焦点径で最大107 W·cm−2のエネルギー密度を可能にし、溶加材を通常必要としない。この溶接技術は、電子がターゲットに到達する前にガスと相互作用するのを防ぐために真空中で行わなければならないが、他の溶接方法が適さないとされる導電性物質の接合にも使用できる。
電子線リソグラフィ（EBL）は、半導体を数ナノメートルまでの分解能でエッチングする方法である。この技術の制限として、高コスト、低速、電子線の操作は真空中で行う必要があること、固体中で電子線が散乱しやすいことなどがあげられる。固体中散乱の問題のために分解能は約10 nmに制限される。このため、EBLは主に少数の特殊な集積回路の製造に使用される。
電子線加工は、物質の物理的特性を変化させたり、医療製品や食品を滅菌するために使用される。ガラス状の物質に電子線を照射すると、一部の化学結合を切断して流動性を高めることができる。
線形粒子加速器は、放射線療法で表在性腫瘍を治療するための電子線を発生させる。電子線治療を基底細胞癌などの皮膚病変の治療に用いる理由は、電子線が吸収される前に限られた深さまでしか透過しないためである（通常、エネルギー範囲が5–20 MeVの電子線で5 cmまで）。電子線は、X線が照射された部位の治療を補完するために使われる。
粒子加速器は、電場を使用して電子とその反粒子を高エネルギーまで加速する。これらの粒子は磁場を通過する際に放射光を発する（シンクロトロン放射）。この放射光強度がスピン依存性を持つことにより、発生源の電子線は偏極を受けることになる（ソコロフ-テルノフ効果として知られる）。偏極電子線はさまざまな実験に役立っている。シンクロトロン放射には発生源の電子線を冷却して運動量の広がりを抑える効果もある。電子線や陽電子線は必要なエネルギーまで加速された時点で互いに衝突させられる。そのとき放出されるエネルギーは粒子検出器で観測され、素粒子物理学の研究対象となる。

### イメージング
低速電子線回折法（LEED）は、平行な電子線を結晶性物質に照射し、得られた回折パターンを観察して物質の構造を決定する方法である。必要な電子エネルギーは通常20-200 eVの範囲である。反射高速電子線回折法（RHEED）は、さまざまな低角度で入射させた電子線の反射を利用して、結晶性物質の表面の特性を調べる手法である。ビームエネルギーは通常8-20 keVで、入射角は1–4°である。
電子顕微鏡では電子線を集束して試料に照射する。一部の電子は、試料と相互作用することで、運動方向、角度、相対的な位相、エネルギーなどの特性が変化する。このような電子線の変化を記録すれば原子レベルまで解像された物質の画像を生成することができる。従来の光学顕微鏡では、回折限界における分解能の値は青色光の場合で約200 nmであった。それに比較して、電子顕微鏡の回折限界は電子のド・ブロイ波長で決まる。たとえば、10万ボルトの電位で加速された電子の場合、その波長は0.0037 nmとなる。透過型電子収差補正顕微鏡は、0.05 nm以下の分解能があり、個々の原子を解像するには十分なほどである。
電子顕微鏡には、主に透過型と走査型の2種類がある。透過型電子顕微鏡では電子線は試料の薄片を透過した後に、レンズによって写真フイルムや電荷結合素子の上に結像される。走査型電子顕微鏡では、精密に収束された電子線で試料を走査して画像を生成する。倍率はどちらも100倍から100万倍以上の範囲にわたる。走査型トンネル顕微鏡はこれらとは異なり、鋭利な金属探針から試料への電子の量子トンネルを利用し、試料表面の原子解像度を持つ像を生成することができる。

### その他の用途
自由電子レーザー（FEL）では、磁場の向きが交互に反転するように配置された双極子磁石の配列からなるアンジュレータに、相対論的電子線を通過させる。電子は放射光を放出し、その放射光が元の電子線とコヒーレントに相互作用して、共振周波数の放射場を強く増幅する。FELは、マイクロ波から軟X線までの幅広い周波数にわたって、コヒーレントな高輝度電磁放射を放出することができる。これらの装置は、製造、通信、軟部組織手術などの医療用途で使用されている。
陰極線管は電子が重要な役割を担う装置で、実験機器、コンピューターモニター、テレビジョン受像機の表示装置として広く使用されてきた。光電子増倍管では、光電陰極に当たった光子が電子の雪崩を引き起こし、検出可能な電流パルスを生成する。真空管は電子の流れを利用して電気信号を制御するもので、エレクトロニクス技術の発展において重要な役割を果たした。しかし、その大部分は、トランジスタなどの固体素子に取って代わられた。